# Mario Rotllant
Mario Rotllant Folcarà (Barcelona, 1880-11 de marzo de 1946) fue un constructor español, de estilo modernista. 
Se formó como ebanista en el taller de su padre y como escultor en la Escuela de la Lonja de Barcelona, al tiempo que recibió clases de aparejador.
Instalado en Cuba entre 1905 y 1924, fue uno de los constructores más activos de su tiempo en La Habana, donde en 1905 fundó el Taller de Fundición de Cemento, que fue una de las principales empresas del comercio de productos para la construcción, sobre todo molduras de yeso y piedra artificial. Poco después se adentró en el terreno de la construcción y la decoración, en colaboración con arquitectos locales como Alberto de Castro e Ignacio de la Vega. Fue autor de diversas obras en La Habana que recuerdan el estilo de Antoni Gaudí, Lluís Domènech i Montaner o Josep Puig i Cadafalch, así como del Art Nouveau francobelga y la Sezession vienesa, como el palacio Díaz Blanco (1910), la casa de Joan Fradera (1910), la casa Dámaso Gutiérrez (1913) o la masía L'Ampurdà (1919, actual Escuela Andrés González Lines).
En 1919 vendió la empresa a su hermano y regresó a Barcelona, donde se asoció con el arquitecto Ignasi Mas i Morell.

## Obras
- Casas Cayetano Tarruell - La Habana (1908)
- Casa Fernández - La Habana (1909)
- Casa Victorio Fernández - La Habana (1909)
- Palacio Díaz Blanco - La Habana (1909-1910)
- Casa Álvaro Díaz - La Habana (1910)
- Casa Emilio Sánchez - La Habana (1910-1911)
- Casa de Joan Fradera - La Habana (1910)
- Casa Josep Aixelà - La Habana (1910)
- Casa Juan A. Montero - La Habana (1910-1911)
- Casas Sarralegui-Justafré - La Habana (1910)
- Casa Antonio Samoano - La Habana (1911)
- Pabellón "Instrucción Pública" - La Habana (1911)
- Pabellón "Losetas Hidráulicas La Cubana" - La Habana (1911)
- Pabellón de La Comissió - La Habana (1911)
- Pabellón de La Música - La Habana (1911)
- Pabellón Fábrica La Lealtad - La Habana (1911)
- Pabellón Perfumería Crusellas - La Habana (1911)
- Casa-almacén Gutiérrez Cano y Cía. - La Habana (1912-1913)
- Casa Ramón Faedo - La Habana (1912)
- Fundición de cemento Mario Rotllant - La Habana (1912)
- Panteón José Álvarez y familia - La Habana (1912)
- Casa Dámaso Gutiérrez Cano (o Loma del Mazo) - La Habana (1913)
- Casa de la Mariposa - La Habana (1913)
- Casa Menéndez - La Habana (1913)
- Casa Salvador Xibeca - La Habana (1913)
- Confecciones Gutiérrez Cano y Cía. - La Habana (1914)
- Masía L'Ampurdà - La Habana (1916-1919)
- Casa Agustín Gutiérrez (Quinta Las Delicias) - La Habana (1918).[2]